# Andronik Angelos Paleolog
Andronik Angelos Paleolog (grec. Ἀνδρόνικος Ἄγγελος Κομνηνός Δούκας Παλαιολόγος, ur. ok. 1282, zm. 1328) – syn Demetriusza Dukasa Komnena Koutroulesa i Anny Paleolog, córki cesarza bizantyńskiego Michała VIII Paleologa.

## Życiorys
W okresie wojny domowej w Bizancjum w latach 1321-1328, początkowo opowiedział się po stronie Andronika III Paleologa. Potem zmienił stronę i poparł Andronika II Paleologa. W rezultacie, gdy Andronik III Paleolog objął rządy skonfiskowano jego majątek i Andronik Angelos był zmuszony uchodzić do Serbii, gdzie zmarł na wygnaniu. Jego żona jest nieznana z imienia. Miał dwie córki: Anna Paleologini, poślubiła Jana II Orsininiego, władcę  Epiru (1323–1335) i hrabiego Kefalenii. Jej drugim mężem był Jan Komnen Asen, despota Valony (ok. 1345–1363). Druga nieznana z imienia poślubiła sebastokratora Jana Angelosa (ur. ok. 1328, zm. 1348).